# 人文社会科学部
人文社会科学部（じんぶんしゃかいかがくぶ）は、
人文学部にある学科と社会学部にある学科を設置している大学の学部。
文部科学省の学科系統分類表では、大分類：その他に、中分類として「人文・社会科学
関係」として分類されている。

## 設置している日本の大学
- 清泉大学（※清泉女学院大学より名称変更）
- 静岡大学
- 岩手大学
- 茨城大学
- 弘前大学
- 山形大学
- 高知大学

人文社会学部
- 東京都立大学 (2020-)
- 名古屋市立大学
- 四天王寺大学
- 大阪女子大学
- 帝京平成大学
- 琉球大学
- 富山国際大学

人文社会学群
- 福島大学